# Vuelvo al sur
Vuelvo al sur è una canzone di tango argentino la cui musica è stata composta da Astor Piazzolla e il testo da Fernando Solanas.
Fa parte della colonna sonora del film Sur di cui è regista lo stesso Fernando Solanas e parla del ritorno, alla fine della dittatura, in Argentina.
La prima esecuzione è stata quella del famoso cantante di tango argentino Roberto Goyeneche, che appare anche come attore nel film.